# Napoli Futsal
L'Associazione Sportiva Dilettantistica Napoli Futsal è una squadra italiana di calcio a 5, con sede a Napoli. Milita in Serie A, massima serie del campionato italiano di calcio a 5.

## Storia
Nel 2012 Serafino Perugino, imprenditore e fondatore dell’etichetta discografica Frontiers Records, fonda il Futsal Fuorigrotta nell’omonimo quartiere di Napoli.
L’attività sportiva del sodalizio prende avvio con la stagione 2012/13: la formazione Juniores chiude il proprio campionato in terza posizione garantendosi l’accesso ai playoff e con un argento in Coppa Campania, dopo la sconfitta in finale con il Futsal Coast.
Nel 2013/14 lo stesso gruppo si conferma alzando l’asticella e contendendo la regular season fino all’ultima giornata al Napoli Calcio a 5, che risulta poi secondo nella poule scudetto. Vittoria in Coppa Campania Juniores, dove viene battuta la Turris Octava ai rigori.
Nel 2014/15 il Fuorigrotta dà vita a una vera e propria prima squadra che si iscrive alla Serie D, primo gradino del calcio a cinque regionale, con un roster composto da giovani e veterani, bagnando l'esordio con la conquista della promozione diretta in C2.
Nel 2015/16 la compagine biancazzurra partecipa dunque alla Serie C2: la stagione si conclude con la finale playoff persa contro la Turris Octava. La Juniores continua a ottenere, nel frattempo, buoni risultati, chiudendo la propria stagione sul podio.
Nel 2016/17, tramite ripescaggio, la prima squadra del Fuorigrotta prende parte alla Serie C1. A inizio stagione i flegrei trovano casa presso una delle palestre del PalaVesuvio di Ponticelli, ma, in seguito al sequestro dell’area del complesso sportivo, è costretto al trasferimento al PalaCercola. Anche questa stagione si conclude con una finale playoff, valida questa volta per l’approdo nel campionato nazionale di Serie B, nella quale perde il doppio confronto con il Forte Colleferro. A livello giovanile, la neonata formazione Under 21 arriva ai sedicesimi di finale per lo scudetto, mentre tutte le altre categorie (Juniores, Allievi e Giovanissimi) si qualificano alle venture competizioni élite.
Per il 2017/18 il Fuorigrotta – che continua a giocare a Cercola – effettua nuovamente domanda di ripescaggio, che viene accolta dalla Divisione Calcio a 5 a seguito di vacanze d’organico. La stagione di esordio in Serie B si conclude con il terzo posto dietro solo al Marigliano e alla Sandro Abate, con gli irpini che ai playoff si aggiudicano la doppia sfida decisiva per l’approdo in A2. Nel frattempo, il settore giovanile si impone in tutti i campionati élite regionali e conquista la prima storica qualificazione in Final Eight di Coppa Italia Under 19.
La stagione 2018/19 è quella della consacrazione: il roster e lo staff del Fuorigrotta assumono sempre più una dimensione nazionale, e dopo una cavalcata punto a punto con il Real San Giuseppe la squadra conquista la promozione in Serie A2. L’Under 19, sia in campionato sia in coppa, e l’Under 17, argento nella corsa al titolo, sono di nuovo tra le prime otto d’Italia.
In avvio della stagione 2019/20 sembra tutto pronto per il trasferimnento al PalaBarbuto, ma a causa di complicanze burocratiche la squadra continua ad allenarsi e a giocare al PalaCercola. Il Fuorigrotta intanto prosegue nel proprio percorso di crescita fino allo stop forzato causa emergenza COVID-19. Prima dello stop, a quattro partite dal termine, i biancazzurri si trovano al secondo posto nel proprio girone e con l’accesso alla Final Four di Coppa Italia di Serie A2.
Nel giugno 2020, complice la scomparsa del Napoli Calcio a 5, la società del presidente Perugino diventa l’unica rappresentante del capoluogo campano nel campionato nazionale e opta per il cambio di denominazione in Futsal Fuorigrotta Napoli. Cambia anche la maglia – che fino a quel momento era a strisce bianche e azzurre – diventando tutta azzurra.
La stagione 2020/21 è trionfale per la compagine partenopea. Sotto la guida di mister Piero Basile, la FF Napoli conquista 24 vittorie su 24 partite disputate e porta a casa uno storico double: promozione diretta in Serie A con diverse giornate di anticipo grazie al primo posto nel girone D di Serie A2 e conquista della Coppa Italia di Serie A2 al PalaSavelli di Porto San Giorgio con il successo sull’Olimpus Roma.
Con l’approdo in Serie A 2021/22, la società diventa definitivamente Napoli Futsal. Gli azzurri, ancora allenati da Basile, al debutto in massima serie inanellano una striscia di imbattibilità di 16 match consecutivi e arrivano fino alla semifinale Scudetto contro l’Italservice Pesaro poi campione: memorabile la rimonta nel derby valido per i quarti di finale con la Sandro Abate in un PalaCercola strapieno in ogni ordine di posto. Gli azzurri partecipano anche alla Final Eight di Coppa Italia a Salsomaggiore Terme, perdendo però al primo turno contro l’Olimpus Roma.
Nel 2022/23 il Napoli Futsal ingaggia David Marín in panchina e la squadra chiude il girone d’andata in testa alla classifica. In questa stagione, per la prima volta assoluta, la Final Four di Coppa Italia si disputa in Campania, al PalaVesuvio di Ponticelli: l’esperienza è però sfortunata, con la sconfitta ai rigori in semifinale contro l’Italservice Pesaro. A seguito della sconfitta, Marín è esonerato e sostituito dal direttore tecnico Cacau. La squadra chiude anche il girone di ritorno al primo posto e disputa i playoff Scudetto: il percorso si interrompe di nuovo in semifinale e di nuovo per mano della squadra laureatasi poi campione, la Feldi Eboli. Un insolito episodio, inoltre, scuote le ore antecedenti la decisiva gara-3 di semifinale, con la presentazione di Cacau, nello stupore generale, come nuovo commissario tecnico della Nazionale dell’Iraq: ciò porta prima la società partenopea a un duro comunicato a riguardo e, successivamente, il FIFA Football Tribunal a imporre al tecnico un risarcimento in favore del club.
Il 2023/24 è inevitabilmente un anno di grandi cambiamenti per il Napoli Futsal, con il progetto sportivo che viene affidato al pluridecorato Fulvio Colini e con la sede di allenamenti e gare che viene spostata presso il PalaJacazzi di Aversa. Dopo un girone d’andata di alti e bassi, gli azzurri disputano la Coppa Italia approdando alla Final Four del PalaErcole di Policoro, che vede il Napoli conquistare per la prima volta in un trofeo di massima serie grazie ai successi con Ecocity Genzano (5-0) e Olimpus Roma (6-3). La regular season viene chiusa al terzo posto: ai playoff il Napoli batte prima la Feldi Eboli in due gare e poi la L84 in tre confronti, trovando in finale la Meta Catania. Gli azzurri vincono in gara-1, ma gli etnei nei due successivi confronti ribaltano la serie arrivando a sollevare il trofeo al PalaJacazzi.
Nel 2024/25, ancora con Fulvio Colini in panchina, i partenopei sono impegnati per la prima volta anche nella Supercoppa italiana, disputata per l’occasione al PalaCatania nel mese di gennaio: dopo la vittoria in semifinale contro la Roma 1927, gli azzurri perdono la finale con i padroni di casa della Meta. Il Napoli resta sempre ai piani alti della classifica, non scendendo praticamente mai sotto il terzo posto conclusivo. In Coppa Italia il percorso si ferma in semifinale: nella Final Eight disputata al PalaTriccoli di Jesi gli azzurri battono la Fortitudo Pomezia ai quarti ma vengono fermati dalla Feldi Eboli nel turno successivo. Il percorso playoff è invece più netto, con il Napoli che incontra nuovamente le due stesse avversarie di Coppa Italia battendole entrambe dopo due gare, per poi ritrovare ancora la Meta Catania in finale. Gara-1 viene disputata, in via eccezionale per motivi regolamentari, al PalaVesuvio, mentre gara-2 si gioca al PalaCatania: gli etnei conquistano entrambi i round e si aggiudicano il secondo scudetto.
La stagione 2025/26 vede il Napoli Futsal ai nastri di partenza della Serie A per la quinta stagione consecutiva. Si cambia in panchina, con Gianfranco Angelini che assume la guida tecnica della squadra.

## Cronistoria
| Cronistoria del Napoli Futsal |
| --- |
| - 2012 · Fondazione del Futsal Fuorigrotta. - 2012-14 · Attiva nel settore giovanile. - 2014-15 · ? nel girone ? di Serie D Campania. Promossa in Serie C2. - 2015-16 · 2ª nel girone B di Serie C2 Campania. Promossa in Serie C1. - 2016-17 · 1ª in Serie C1 Campania. Ripescata in Serie B. Sconfitta nello spareggio promozione. - 2017-18 · 4ª nel girone G di Serie B. 3º turno play-off promozione. 3º turno di Coppa Italia di Serie B. 1º turno di Coppa della Divisione. - 2018-19 · 1ª nel girone F di Serie B. Promossa in Serie A2. 3º turno di Coppa Italia di Serie B. 2º turno di Coppa della Divisione. - 2019-20 · 2ª nel girone B di Serie A2. Semifinalista di Coppa Italia di Serie A2. 3º turno di Coppa della Divisione. - 2020 · Assume la denominazione Futsal Fuorigrotta Napoli. - 2020-21 · 1ª nel girone D di Serie A2. Promossa in Serie A. Vince la Coppa Italia di Serie A2 (1º titolo). - 2021-22 · 4ª in Serie A. Semifinalista play-off scudetto. Quarti di finale di Coppa Italia. - 2022 · Assume la denominazione Napoli Futsal. - 2022-23 · 1ª in Serie A. Semifinalista play-off scudetto. Semifinalista di Coppa Italia. Ottavi di finale di Coppa della Divisione. - 2023-24 · 3ª in Serie A. Finalista play-off scudetto. Vince la Coppa Italia (1º titolo). 3º turno di Coppa della Divisione. - 2024-25 · 3ª in Serie A. Semifinalista di Coppa Italia. Fase a gironi di Coppa della Divisione. Finalista di Supercoppa italiana. |

## Statistiche

### Partecipazioni ai campionati
| Livello | Categoria | Partecipazioni | Debutto   | Ultima stagione | Totale |
| ------- | --------- | -------------- | --------- | --------------- | ------ |
| 1º      | Serie A   | 4              | 2021-2022 | 2024-2025       | 2      |
| 2º      | Serie A2  | 2              | 2019-2020 | 2020-2021       | 2      |
| 3º      | Serie B   | 2              | 2017-2018 | 2018-2019       | 2      |
| 4º      | Serie C1  | 1              | 2016-2017 | 2016-2017       | 1      |
| 5º      | Serie C2  | 1              | 2015-2016 | 2015-2016       | 1      |
| 6º      | Serie D   | 1              | 2014-2015 | 2014-2015       | 1      |

## Organico 2023-2024
Aggiornato al 23 gennaio 2024
| N° | Naz.                 | Ruolo | Sportivo            | Anno       |  |  |
| -- | -------------------- | ----- | ------------------- | ---------- |  |  |
| 1  | Brasile (bandiera)   | POR   | Caio Ainsa          | 05.06.2002 |  |  |
| 2  | Italia (bandiera)    | DIF   | Marco Ercolessi     | 15.05.1986 |  |  |
| 6  | Italia (bandiera)    | DIF   | Fernando Perugino   | 23.04.1996 |  |  |
| 7  | Italia (bandiera)    | LAT   | Massimo De Luca     | 07.10.1987 |  |  |
| 8  | Brasile (bandiera)   | PIV   | Diego Mancuso       | 01.06.1988 |  |  |
| 9  | Argentina (bandiera) | LAT   | Cristian Borruto    | 07.06.1987 |  |  |
| 10 | Paraguay (bandiera)  | LAT   | Javier Adolfo Salas | 22.01.1993 |  |  |
| 11 | Italia (bandiera)    | UNI   | Mauro Canal         | 25.06.1986 |  |  |
| 12 | Italia (bandiera)    | POR   | Jurij Bellobuono    | 22.01.1998 |  |  |
| 17 | Italia (bandiera)    | LAT   | Tommaso Colletta    | 01.10.2001 |  |  |
| 23 | Italia (bandiera)    | PIV   | Luca De Simone      | 19.06.1995 |  |  |
| 24 | Argentina (bandiera) | LAT   | Lucas Bolo          | 12.03.1992 |  |  |
| 28 | Italia (bandiera)    | UNI   | Vinícius Duarte     | 13.12.1982 |  |  |
| 65 | Italia (bandiera)    | PIV   | Alessio Saponara    | 13.11.2000 |  |  |
| 94 | Italia (bandiera)    | POR   | Andrea De Gennaro   | 14.06.2002 |  |  |

## Palmarès

### Competizioni nazionali
- Coppa Italia: 1

2023-2024
- Campionato di Serie A2: 1

2020-21 (girone D)
- Coppa Italia di Serie A2: 1

2020-21
- Campionato di Serie B: 1

2018-19 (girone F)